# 古斯塔夫布爾山
67°51′S 66°9′E / 67.850°S 66.150°E
古斯塔夫布爾山（英語：Gustav Bull Mountains）是南極洲的山峰，位於麥克羅伯特森地，挪威捕鯨者在1931年初踏足該地區，該山峰現時由南極條約體系管理。